# Фестивальный Марафон
Фестивальный Марафон — (полное название Панъевропейский фестивальный марафон) — серия культурных мероприятий, проходящих на территории России и стран Европы. Проект российского парламентского Европейского Клуба. Его главный лозунг — «Европейская культура без разделительных линий». В рамках Фестивального марафона организуются не только концерты, экспозиции, творческие показы деятелей культуры из различных регионов Европейской части России, городов Европейского союза, но и проведение международных круглых столов и конференций, посвящённых различным аспектам феномена европейской культуры — фундамента европейской цивилизации, её настоящему и будущему. С российской стороны Фестивальный марафон поддерживает также Федеральное агентство Россотрудничество и члены Совета Федерации — верхней палаты российского парламента, который называют ещё Палатой регионов.Традиционно Фестивальные марафоны проходят под эгидой ЮНЕСКО.

## Первый Панъевропейский Фестивальный марафон

### Краткое описание Первого Фестивального марафона
Первый Панъевропейский Фестивальный марафон — «От Урала до Атлантики» состоялся в июне 2014 г. и был приурочен к объявленному президентом В. Путиным «Году культуры». Главный девиз марафона — «За единство культурного пространства Европы от Уральских гор до вод Атлантики!».
Фестивальный марафон проходил под эгидой председателя Оргкомитета российского «Года культуры», председателя Совета Федерации РФ В. Матвиенко. Инициатором его проведения выступили российский парламентский Европейский клуб и Федеральное агентство «Россотрудничество». Марафон проходил при поддержке Правительства Пермского края и стартовал в День России 12 июня в Перми, у географической границы между Европой и Азией.
Перед стартом Фестивального марафона в Перми состоялась большая международная интернет-конференция, посвящённая проблемам сохранения и продвижения русского языка во всём мире. Маршрут марафона прошёл из Перми через Ригу (культурную столицу ЕС в 2014 г.), Прагу, Вену (российские культурные сезоны), Братиславу, Мальту, Лондон (российско-британский год культур), Лиссабон и финишировал в Москве. Главный символ первого марафона — жезл был торжественно помещён в Пермский краевой музей. Ряд мероприятий Фестивального Марафона-2014 проходил при поддержке ЮНЕСКО, Парламентской ассамблеи Средиземноморья, Госдумы РФ, сената Австрии, парламента Словакии, Португалии, мэрий Риги, Праги, Вены, Лиссабона.

### Программа Первого Фестивального марафона
- 10-11 июня 2014 г. в Перми около границы Азии и Европы на кануне Фестивального марафона состоялась международная интернет-конференция «Русский язык в диалоге культур».
- 12 июня 2014 г. в День России и День города в Перми состоялся официальный старт Фестивального марафона.
- 13 июня 2014 г. основные мероприятия Фестивального марафона переместились в Ригу — культурную столицу Европы в 2014 году. Здесь же прошла выставка произведений изобразительного искусства из регионов Европейской части России и большой концерт-презентация Фестивального марафона.
- 15 июня 2014 г. эстафету Риги приняла Прага, где прошёл европейский фестиваль современного документального кино и фотовыставка.
- 17 июня 2014 г. центр фестивальных мероприятий переместился в Вене, где в 2014 г. прошли также многие мероприятия российско-австрийских культурных сезонов.
- 18 июня 2014 г. в Братиславе, столице Словакии, открылась тематическая выставка детских рисунков
- 19 июня 2014 г. в рамках Фестивального марафона на Мальте, в Валлетте на крайнем юге Европы прошла международная интернет-конференция «Европейская культура в диалоге цивилизаций».
- 20 июня 2014 г. конференция, начатая в Валлетте продолжилась я в Лондоне, на севере Европы. Здесь же в рамках перекрёстного российско-британского культурного года состоялась презентация Фестивального марафона[3].
- 21 июня 2014 г. участники Фестивального марафона достигли западного побережья Атлантики и в Лиссабоне завершили как международную конференцию, так и ЕС-овский этап Марафона.
- 23 июня 2014 г. Фестивальный марафон финишировал в Москве, откуда его участники разъехались по своим регионам[4][5][6].

### Карта Первого Фестивального марафона
Фестивальный марафон прошёл по городам Европы и России — от Перми до Лиссабона и обратно.

### Итоги Первого Фестивального марафона
В ходе Фестивального Марафона состоялись многочисленные концерты, выставки, презентации, переговоры, конференции и круглые столы. Общее число участников всех мероприятий превысило за период подготовки и проведения марафона 25 тысяч человек. Все мероприятия Марафона непрерывно транслировались в Интернет. Марафон также освещали ведущие российские и зарубежные СМИ. По его итогам снят фильм и выпущены специализированные журналы и каталоги.

## Второй Панъевропейский Фестивальный марафон

### Краткое описание Второго Фестивального марафона
По итогам Фестивального Марафона 2014 г. было принято решение провести очередной — второй панъевропейский марафон в 2015 г., а в последующем проводить данное мероприятие раз в два года. Согласно концепции неразрывности цивилизационного пространства Большой Европы от Владивостока до Лиссабона, проводить следующие марафоны с учётом всего пространства от Тихого океана до Атлантики. Девиз нового марафона — «За Большую Европу без разделительных линий». Полное официальное наименование марафона — Второй Панъевропейский Фестивальный марафон «От Тихого океана до Атлантики». Марафон организует парламентский Европейский Клуб. Мероприятия Марафона прошли в рамках «Года русской литературы», под патронажем Совета Федерации, при поддержке ЮНЕСКО и Федерального агентства «Россотрудничество». Кроме того поддержку оказали российские регионы и организации в странах-участницах Фестивального Марафона.
Одним из основных событий Второго Марафона стала глобальная выставка детского рисунка, в которой приняли участие дети со всей России — от Сочи до Владивостока. Темами детского творчества стали фантазии на тему литературных произведений (в честь Года Литературы в России) и Великой Отечественной войны (70-летие победы).

### Программа Второго Фестивального марафона
- 24 мая 2015 г. (воскресенье) Старт Фестивального марафона во Владивостоке в День славянской письменности и культуры на центральной площади Владивостока с концертной программой. В этот же день открылась выставка детского рисунка о родном крае из регионов России (в том числе Дальнего Востока.
- 27 мая 2015 г. (среда) в Москве в Совете Федерации состоялась презентация Марафона перед дипломатическим корпусом и международной общественностью;
- 28 мая 2015 г. Марафон продолжился в Гамбурге (в рамках перекрёстного года немецкой и русской литератур). Основные мероприятия прошли 29 мая (пятница) в мэрии Гамбурга и одном из немецкий университетов. Кроме того состоялось открытие выставки детского рисунка на тему литературных произведений и концертная программа.
- 29-30 мая 2015 г. 2015 г. (суббота-воскресенье) Марафон прибыл в Милан, где в рамках международной выставки «ЭКСПО — 2015» состоялась презентация мероприятия. В эти же дни открылась выставка детского рисунка на тему Второй мировой войны.
- 1-2 июня 2015 г. (понедельник — вторник) Марафон вышел к географической границе Европы — Атлантическому океану в португальском городе Порту. Здесь подвели итоги конкурса рисунка детей Португалии, открылась выставка детского рисунка из российских регионов, а также состоялась большая концертная программа.
- 4 июня 2015 г. (четверг) организаторы Марафона приняли участие в протокольных мероприятиях, посвящённых 70-летию Победы над фашизмом в Париже. В этот же день в рамках Марафона прошла международная конференция в ЮНЕСКО «Роль ЮНЕСКО в современном мире», а также открылась выставка российских мастеров изобразительного искусства в сопровождении концертной программы в Российском Центре Науки и Культуры в Париже.
- 5-6 июня — делегация Марафона посетила Брюссель (Бельгия), где прошёл ряд протокольных встреч с европарламентариями. Кроме того организаторы посетили город Монс (Бельгия), который в 2015 году, вместе с чешским городам Пльзень, имел статус культурной столицей ЕС. В Монсе состоялась концертная программа под открытым небом, в которой приняли участия последние прямые потомки А. С. Пушкина — Александр и Мария Пушкины.
- 8-9 июня 2015 г. (понедельник-вторник) Пермь (около географической границы Европы и Азии). Марафон завершился закладкой памятной плиты Фестивального Марафона в парке им. М.Горького (место старта I Марафона) и традиционной глобальной интернет-конференцией, приуроченной к Году русской литературы — «Русский язык в диалоге культур»[8].

### Итоги второго марафона
Несмотря на объявленные в 2014 г. антироссийские санкции Запада и противодействие отдельных лиц и организаций, программа второго (как и первого) марафона была выполнена в полном объёме. В том числе состоялось более двух десятков встреч российских сенаторов и депутатов с их коллегами из Европейского парламента, парламентов многих стран ЕС, руководством муниципалитетов городов-участников проекта.

## Третий Панъевропейский Фестивальный марафон

### Краткое описание
Марафон 2017 года стартовал 7 апреля в Перми — месте старта Первого и финиша Второго Марафонов. Мероприятие прошло по Европейским (Лиссабон, Пафос, Хельсинки) и российским (Москва, Владивосток) городам.
Третий марафон «От Атлантики до Тихого океана» прошёл под лозунгом «Культура за зелёную планету» (2017 год объявлен годом экологии в России). Продолжительность — до 22 апреля. В рамках третьего Фестивального марафона состоялись три большие международные конференции (Лиссабон, Никозия, Владивосток) по тематике межкультурного диалога как внутри Большой Европы от Атлантики до Тихого океана, так и между Европой и странами Средиземноморья и Азиатско-Тихоокеанского региона.
Организаторы рассматривают в дальнейшем не ограничиваться разовыми акциями и превратить Фестивальные марафоны в своеобразное международное общественное движение, предусмотрев большой комплекс разнообразных международных и внутрироссийских мероприятий в период между проведением Марафонов, а также организовав постоянную работу официального сайта Фестивального марафона.

### Программа III марафона
Старт — 7 апрель 2017
- Пермь (место финиша предыдущего Марафона) — старт;
- Лиссабон (крайняя западная точка маршрута);
- Пафос (Кипр) — культурная столица ЕС в 2017 г.;
- Хельсинки (год столетия независимости Финляндии);
- Москва;
- Владивосток — финальные мероприятия[9].

Особенностью третьего Марафона стала его финальная часть с участием представителей государств Азиатско-тихоокеанского региона в виде форума культур Большой Европы и стран Азиатско-Тихоокеанского региона, а также состоявшаяся 16 апреля «пасхальная переклички» — видео-мосты между различными христианскими духовными центрами и взаимные поздравления со Светлым Праздником Пасхи на пространстве от Исландии до Уральских гор.

## Четвёртый Фестивальный марафон

### Краткое описание
IV Фестивальный марафон прошёл в апреле-мае 2019 года. Главная тема — сохранения историко-культурных ценностей человечества.
Организаторы ушли от приставки «панъевропейский», поскольку включили в маршрут азиатский Токио.
В рамках IV Марафона прошёл большой международный конкурс фоторабот (из цикла PHOTODIPLOMACY-2019), посвящённый тематике сохранения историко-культурных ценностей человечества (прислали более полутысячи работ).
Участники посетили места, признанные объектами всемирного наследия ЮНЕСКО.

### Программа IV марафона
22 апреля — Пермь — Старт. Концерт. Фотовыставка
26 апреля — Мадрид — Фотовыставка. Презентация российских регионов
27 апреля — Ла-Корунья — Визит к Объекту Всемирного наследия ЮНЕСКО (Башня Геркулеса (маяк II века н. э.))
29-30 апреля — Париж — Презентация Марафона в ЮНЕСКО. Фотовыставка. Международная конференция с участием ИКОМОС и ЮНЕСКО. Визит к Объекту Всемирного наследия ЮНЕСКО (Шартрский Собор)
6-7 мая — Белград — Фотовыставка. Круглый стол. Культурная программа
9 мая — София — Фотовыставка. Круглый стол. Культурная программа
10 мая — Пловдив — Визит в Культурную столицу ЕС-2019 совместно с болгарскими «Ночными волками»
13-14 мая — Казань — Фотовыставка. Международная интернет-конференция (с видео-мостами). Визит к Объекту Всемирного наследия ЮНЕСКО (Казанский Кремль)
16-18 мая — Токио — Фотовыставка. Круглый стол. Культурная программа.
20 мая — Владивосток — Финиш Марафона. Фотовыставка. Международная интернет-конференция (с видео-мостами).
22 мая — Москва — Итоговая пресс-конференция в Совете Федерации.
23 мая — Пермь — Возвращение Жезла на хранение в Пермь

## Пятый Фестивальный марафон

### Краткое описание
V Фестивальный Марафон «От Атлантики до Тихого океана» планируется посвятить роли и значению российского вклада в культурное наследие и развитие стран Евразийского материка.
В период проведения Фестивального Марафона намечено организовать три международные интернет-конференции (вебинары) в Петербурге, Париже и Южно-Сахалинске.
В Петербурге акцент будет сделан на 200-летие со дня рождения Ф.М. Достоевского, а также на значение русского культурного наследия для европейского Северо-Востока (скандинавские страны и Прибалтика). В Париже предполагается провести совместное мероприятие с ЮНЕСКО при широком участии зарубежных соотечественников из стран Западной Европы. В Южно-Сахалинске мероприятия предполагается приурочить к 130-летию начала работы А.П. Чехова над его знаменитыми путевыми заметками «Остров Сахалин». Также планируется обсудить культурно-историческое значение русского влияния в Тихоокеанском регионе от Аляски до Австралии.
В рамках проекта PHOTODIPLOMACY  запущен Фотоконкурс «Русский след», призванный показать значение культурного влияния России для стран Центральной, Южной Европы, Ближнего Востока и Средней Азии. Фотоконкурс предполагается провести при активном взаимодействии с нашими зарубежными соотечественниками.
Планом V Фестивального Марафона предусмотрены варианты его проведения как при отмене международных и внутрироссийских санитарно-эпидемиологических ограничений в связи с распространением коронавирусной инфекции, так и при их сохранении (полное или частичное), что обеспечивается масштабным использованием современных информационно-компьютерных технологий

### Программа V Марафона
15 мая — Пермь —  Официальный традиционный старт V Фестивального Марафона (ФМ) в Перми. Театрализованное представление. Открытие фотовыставки.
18-19 мая — Москва — Пресс-конференция в Москве по случаю начала ФМ, приём для иностранных дипломатов и общественности. Объявление о начале ФМ на пленарном заседании СФ.
20-22 мая — Санкт-Петербург — Церемония передачи жезла ФМ, международная интернет-конференция «Русская культура и европейская цивилизация», открытие тематической фотовыставки, торжественный приём участников.
24-25 мая — Париж —  Церемония передачи жезла ФМ, совместное мероприятие с ЮНЕСКО, открытие тематической фотовыставки, культурная программа.
26-27 мая — Берлин —  Церемония передачи жезла ФМ, официальные встречи, открытие тематической фотовыставки, культурная программа.
29-31 мая — Барселона —  и Мадрид Церемонии передачи жезла ФМ, визиты вежливости, открытие тематической фотовыставки.
1-2 июня — Москва —  Международная интернет-конференция «Дети русского мира», Пресс-конференция о ходе ФМ.
3-5 июня — Тель-Авив —  Визит в посольство Израиля. Церемония передачи жезла ФМ. Вручение памятных медалей Фестивального Марафона.
4 июня —  Москва —  Международный интернет-семинар «Культура и среда обитания: российский опыт».
7-9 июня — Нур-Султан — Визит в посольство Казахстана. Церемония передачи жезла ФМ. Вручение памятных медалей Фестивального Марафона.
11-13 июня — Южно-Сахалинск — Церемония передачи жезла, официальные визиты, международный круглый стол «Русское культурное наследие в АТР»; открытие тематической фотовыставки.
15 июня — Пермь — Официальный традиционный финиш ФМ в Перми в рамках Международного Дягилевского фестиваля, итоговая пресс-конференция